# Снук, Сара
Са́ра Рут Снук (англ. Sarah Ruth Snook; род. 1 декабря 1987, Аделаида) — австралийская актриса

, кинопродюсер и телепродюсер. Наиболее известна по главной роли Шивон «Шив» Рой в драматическом сериале HBO «Наследники» (2018—2023), принёсшей ей две премии «Золотой глобус» (2022, 2024) и премию «Эмми» (2023). Лауреат трёх премий «AACTA» (2012, 2015, 2025) за главные роли в фильмах «Сёстры войны» (2010), «Патруль времени» (2014) и «Мемуары улитки» (2024). Лауреат премий Лоренса Оливье (2024) и «Тони» (2025) за главную роль в вест-эндской и бродвейской адаптациях «Портрета Дориана Грея», соответственно.

## Ранние годы
Сара Рут Снук родилась 1 декабря 1987 года в Аделаиде, штат Южная Австралия, Австралия, и выросла в пригороде Иден-Хиллз. Отец, Иэн Снук, продавец бассейнов, и мать, Дебби Снук, сиделка по уходу за престарелыми, развелись, когда ей было 11 лет. У неё есть две старшие сестры: Кайли Снук — сиднейский врач-хирург, специализирующийся на заболеваниях молочной железы, и Ребекка Снук — лондонская актриса, певица и организатор мероприятий, в том числе в Британской галерее Тейт. Бабушка Снук по материнской линии, Филиппа Робинс, была британской актрисой и выступала в Вест-Энде в 1930-е годы, а незадолго до начала Второй мировой войны получила работу в Южной Африке. Не сумев вернуться в Великобританию из-за войны, Робинс эмигрировала в Новую Зеландию и поселилась в Крайстчерче, где родила дочь Дебби — мать Снук. В 1993 году, увидев как её сестра Ребекка «летает» на сцене в постановке о Питере Пэне и влюбившись в «магию театра», Снук решила тоже стать актрисой. Она брала уроки актёрского мастерства, появлялась в школьных постановках и некоторое время работала детским аниматором «Феей Лавандой».
Снук училась в гимназии Святого Иоанна в Белэре и получила стипендию для изучения драматического искусства в Шотландском колледже в Торренс-парке. В 2008 году она окончила Национальный институт драматического искусства в Сиднее со степенью бакалавра изящных искусств (актёрское мастерство).

## Карьера
В студенческие годы Снук выступала в театральных постановках «Макбет» и «Галлиполи». В 2009 году она появилась в трагедии «Король Лир» с Государственной театральной труппой Южной Австралии.
Снук появилась в ряде австралийских фильмов, среди которых «Сёстры войны» (2010), «Помогите стать отцом» (2012), «Последние часы» (2013), «Патруль времени» (2014), «Месть от кутюр» (2015) и «Реинкарнация. Новая глава» (2023), в последнем из которых также выступила исполнительным продюсером. Также она появилась в таких американских фильмах как «Джезабель» (2014), «Стив Джобс» (2015), «Стеклянный замок» (2017), «Американский огурчик» (2020), «Фрагменты женщины» (2020) и «Плюшевый пузырь» (2023).
В 2016 году Снук появилась в эпизоде британского научно-фантастического сериала Netflix «Чёрное зеркало». В том же году она дебютировала в Вест-Энде, сыграв Хильде Вангель в пьесе «Строитель Сольнес» в Олд Вике. В 2018 году она сыграла Жанну д’Арк в постановке Сиднейской театральной труппы «Святая Иоанна».
С 2018 по 2023 год Снук играла главную роль Шивон «Шив» Рой в драматическом сериале HBO «Наследники». Роль принесла ей широкое признание и многочисленные награды, среди которых две премии «Золотой глобус» (2022, 2024), две премии Гильдии киноактёров США (2022, 2024) и премия «Эмми» (2023).
В 2022 году Снук озвучила документальный фильм Netflix «Долина кенгуру», а в 2024 году — главную героиню в мультфильме «Мемуары улитки».
В 2024 году Снук вернулась в Вест-Энд, сыграв все 26 ролей в постановке Сиднейской театральной труппы «Портрет Дориана Грея» в Королевском театре Хеймаркет. Роль принесла ей премию Лоренса Оливье за лучшую женскую роль. В 2025 году Снук повторила роль в театре «Музыкальная шкатулка» на Бродвее и стала лауреатом премии «Тони».

## Личная жизнь
В 2020 году Снук начала встречаться с актёром Дейвом Лосоном, с которым она дружила с 2014 года. 31 октября 2020 года состоялась помолвка пары, а в феврале 2021 года они поженились на заднем дворе дома Снук в Бруклине. В мае 2023 года у супругов родилась дочь. 
Снук — крёстная мать Уайлдера Вулфа Калкина (род. 17 августа 2021), сына своего коллеги по сериалу «Наследники» Кирана Калкина.

## Фильмография

### Актриса
| Год       |     | Русское название                           | Оригинальное название       | Роль                          |
| --------- | --- | ------------------------------------------ | --------------------------- | ----------------------------- |
| 2009      | с   | Все святые                                 | All Saints                  | Софи                          |
| 2010      | тф  | Сёстры войны                               | Sisters of War              | Лорна Уайт                    |
| 2010      | кор | Хрустальный джем                           | Crystal Jam                 | Кристал                       |
| 2011      | ф   | Спящая красавица                           | Sleeping Beauty             | соседка                       |
| 2011      | тф  | Братья по крови                            | Blood Brothers              | Дебби Франклин                |
| 2011      | кор | Лучший мужчина                             | The Best Man                | Айла                          |
| 2011      | с   | В гости к Рафтерсам                        | Packed to the Rafters       | Джоди Уэбб                    |
| 2011      | с   | Моё место                                  | My Place                    | Минна Маллер                  |
| 2011      | с   | Оживший                                    | Spirited                    | Антония                       |
| 2012      | ф   | Помогите стать отцом                       | Not Suitable for Children   | Стиви                         |
| 2013      | ф   | Последние часы                             | These Final Hours           | мать Мэнди                    |
| 2013      | с   | Редферн сейчас                             | Redfern Now                 | Сара Дональдсон               |
| 2014      | ф   | Патруль времени                            | Predestination              | Джейн / Джон                  |
| 2014      | ф   | Джезабель                                  | Jessabelle                  | Джесси Лоран                  |
| 2014      | тф  | Клементина                                 | Clementine                  | Клементина Росс               |
| 2014      | кор | Грабли                                     | Raker                       | Карла                         |
| 2014      | с   | Семейка Муди                               | The Moodys                  | Луиз                          |
| 2015      | ф   | По кличке «Чудак»                          | Oddball                     | Эмили Марш                    |
| 2015      | ф   | Не отпускай его                            | Holding the Man             | Пепе Тревор                   |
| 2015      | ф   | Месть от кутюр                             | The Dressmaker              | Гертруда «Труди» Пратт        |
| 2015      | ф   | Стив Джобс                                 | Steve Jobs                  | Андреа Каннингем              |
| 2015      | с   | Тайная река                                | The Secret River            | Сал Торнхилл                  |
| 2015      | с   | Прекрасная ложь                            | The Beautiful Lie           | Анна Айвин                    |
| 2016      | кор | Апельсины не растут на деревьях            | Oranges Don’t Grow on Trees | арт-кассир                    |
| 2016      | кор | Вороны                                     | The Ravens                  | Джесс                         |
| 2016      | с   | Чёрное зеркало                             | Black Mirror                | Медина                        |
| 2017      | ф   | Стеклянный замок                           | The Glass Castle            | Лори Уоллс                    |
| 2017      | кор | Элис                                       | Alice                       | Элис                          |
| 2018      | ф   | Винчестер. Дом, который построили призраки | Winchester                  | Мэрион Мэрриот                |
| 2018      | ф   | Братское гнездо                            | Brothers’ Nest              | Сэнди                         |
| 2018—2023 | с   | Наследники                                 | Succession                  | Шивон «Шив» Рой               |
| 2019      | мс  | Робоцып                                    | Robot Chicken               | лошадь Роуз / Мидж            |
| 2020      | ф   | Фрагменты женщины                          | Pieces of a Woman           | Сюзанна Вайс                  |
| 2020      | ф   | Американский огурчик                       | American Pickle             | Сара Гринбаум                 |
| 2020      | кор | Поэт и растение                            | The Poet and the Plant      | Растение                      |
| 2020      | с   | Родственные души                           | Soulmates                   | Никки                         |
| 2021      | кор | Увиденное                                  | Seen                        | Сара / Келли / мать Райана    |
| 2022      | док | Долина кенгуру                             | Kangaroo Valley             | Рассказчица                   |
| 2023      | ф   | Плюшевый пузырь                            | The Beanie Bubble           | Шейла Уорнер                  |
| 2023      | ф   | Реинкарнация. Новая глава                  | Run Rabbit Run              | Сара                          |
| 2023      | мс  | Человек-коала                              | Koala Man                   | Викки Уильямс / Николь Кидман |
| 2024      | мф  | Мемуары улитки                             | Memoir of a Snail           | Грейс Пудел                   |
|           | с   | Всё её вина                                | All Her Fault               | Марисса Ирвин                 |

### Продюсер
| Год  | Название                  | Оригинальное название |
| ---- | ------------------------- | --------------------- |
| 2023 | Реинкарнация. Новая глава | Run Rabbit Run        |
|      | Всё её вина               | All Her Fault         |

## Театр
| Год  | Название             | Оригинальное название      | Роль           | Место проведения                                     |
| ---- | -------------------- | -------------------------- | -------------- | ---------------------------------------------------- |
|      | Макбет               | Macbeth                    |                |                                                      |
|      | Галлиполи            | Gallipoli                  |                |                                                      |
| 2009 | Король Лир           | King Lear                  | Корделия       | Государственная театральная компания Южной Австралии |
| 2016 | Строитель Сольнес    | The Master Builder         | Хильде Вангель | Олд Вик, Вест-Энд                                    |
| 2018 | Святая Иоанна        | Saint Joan                 | Жанна д’Арк    | Сиднейская театральная компания                      |
| 2024 | Портрет Дориана Грея | The Picture of Dorian Gray | Исполнитель    | Королевский театр Хеймаркет, Вест-Энд                |
| 2025 | Портрет Дориана Грея | The Picture of Dorian Gray | Исполнитель    | Театр «Музыкальная шкатулка», Бродвей                |

## Награды и номинации

### Основные ассоциации
Гильдия киноактёров США
| Год  | Категория                                       | Работа     | Результат |
| ---- | ----------------------------------------------- | ---------- | --------- |
| 2022 | Лучшая женская роль в драматическом сериале     | Наследники | Номинация |
| 2022 | Лучший актёрский состав в драматическом сериале | Наследники | Победа    |
| 2024 | Лучшая женская роль в драматическом сериале     | Наследники | Номинация |
| 2024 | Лучший актёрский состав в драматическом сериале | Наследники | Победа    |

«Золотой глобус»
| Год  | Категория                                                                 | Работа     | Результат |
| ---- | ------------------------------------------------------------------------- | ---------- | --------- |
| 2022 | Лучшая женская роль второго плана — мини-сериал, телесериал или телефильм | Наследники | Победа    |
| 2024 | Лучшая женская роль в телевизионном сериале — драма                       | Наследники | Победа    |

Премия Лоренса Оливье
| Год  | Категория           | Работа               | Результат |
| ---- | ------------------- | -------------------- | --------- |
| 2024 | Лучшая женская роль | Портрет Дориана Грея | Победа    |

Тони
| Год  | Категория                   | Работа               | Результат |
| ---- | --------------------------- | -------------------- | --------- |
| 2025 | Лучшая женская роль в пьесе | Портрет Дориана Грея | Ожидается |

«Эмми»
| Год  | Категория                                                     | Работа     | Результат |
| ---- | ------------------------------------------------------------- | ---------- | --------- |
| 2020 | Лучшая женская роль второго плана в драматическом телесериале | Наследники | Номинация |
| 2022 | Лучшая женская роль второго плана в драматическом телесериале | Наследники | Номинация |
| 2023 | Лучшая женская роль в драматическом телесериале               | Наследники | Победа    |

### Награды и номинации критиков
| Премия                                                          | Год  | Категория                                                                                             | Работа               | Результат |
| --------------------------------------------------------------- | ---- | --- | -------------------- | --------- |
| Австралийская ассоциация кинокритиков                           | 2013 | Лучшая женская роль                                                                                   | Помогите стать отцом | Номинация |
| Австралийская ассоциация кинокритиков                           | 2015 | Лучшая женская роль                                                                                   | Патруль времени      | Номинация |
| Австралийская ассоциация кинокритиков                           | 2015 | Лучшая женская роль второго плана                                                                     | Последние часы       | Победа    |
| Австралийская ассоциация кинокритиков                           | 2016 | Лучшая женская роль второго плана                                                                     | Месть от кутюр       | Номинация |
| Австралийская ассоциация кинокритиков                           | 2016 | Лучшая женская роль второго плана                                                                     | По кличке «Чудак»    | Номинация |
| Альянс женщин-киножурналистов                                   | 2025 | Лучшая анимационная или голосовая роль                                                                | Мемуары улитки       | Номинация |
| Ассоциация голливудских критиков                                | 2022 | Лучшая женская роль второго плана в драматическом сериале вещательной сети или кабельного телевидения | Наследники           | Номинация |
| Ассоциация киножурналистов Индианы                              | 2024 | Лучшая вокальная роль или роль с захватом движения                                                    | Мемуары улитки       | Номинация |
| Ассоциация кинокритиков Остина                                  | 2025 | Лучшая анимационная, голосовая или цифровая роль                                                      | Мемуары улитки       | Номинация |
| Ассоциация кинокритиков Северной Каролины                       | 2025 | Лучшая роль в анимации или смешанной технике                                                          | Мемуары улитки       | Номинация |
| Ассоциация кинокритиков Сент-Луиса                              | 2024 | Лучшая вокальная роль                                                                                 | Мемуары улитки       | Номинация |
| Ассоциация латиноамериканских журналистов индустрии развлечений | 2025 | Лучшая голосовая роль                                                                                 | Мемуары улитки       | Номинация |
| Ассоциация онлайн-кино и телевидения                            | 2020 | Лучшая женская роль второго плана в драматическом сериале                                             | Наследники           | Номинация |
| Ассоциация онлайн-кино и телевидения                            | 2022 | Лучшая женская роль второго плана в драматическом сериале                                             | Наследники           | Номинация |
| Ассоциация онлайн-кино и телевидения                            | 2023 | Лучшая женская роль в драматическом сериале                                                           | Наследники           | Победа    |
| Ассоциация телевизионных критиков                               | 2023 | Личные достижения в драме                                                                             | Наследники           | Номинация |
| Выбор телевизионных критиков                                    | 2020 | Лучшая женская роль в драматическом сериале                                                           | Наследники           | Номинация |
| Выбор телевизионных критиков                                    | 2022 | Лучшая женская роль второго плана в драматическом сериале                                             | Наследники           | Победа    |
| Выбор телевизионных критиков                                    | 2024 | Лучшая женская роль в драматическом сериале                                                           | Наследники           | Победа    |
| Женское общество кинокритиков                                   | 2025 | Лучшая женская анимационная роль                                                                      | Мемуары улитки       | Победа    |
| Круг кинокритиков Австралии                                     | 2013 | Лучшая женская роль                                                                                   | Помогите стать отцом | Победа    |
| Круг кинокритиков Австралии                                     | 2015 | Лучшая женская роль                                                                                   | Патруль времени      | Победа    |
| Круг кинокритиков Австралии                                     | 2016 | Лучшая женская роль второго плана                                                                     | Месть от кутюр       | Номинация |
| Независимые критики Чикаго                                      | 2025 | Роль невидимая взгляду                                                                                | Мемуары улитки       | Номинация |
| Сообщество церемоний награждения                                | 2015 | Лучший актёрский состав                                                                               | Стив Джобс           | Номинация |

### Другие награды и номинации
| Премия                              | Год  | Категория                                                                                             | Работа                    | Результат |
| ----------------------------------- | ---- | --- | ------------------------- | --------- |
| AACTA                               | 2012 | Лучшая женская роль в телевизионной драме                                                             | Сёстры войны              | Победа    |
| AACTA                               | 2013 | Лучшая женская роль                                                                                   | Помогите стать отцом      | Номинация |
| AACTA                               | 2015 | Лучшая женская роль                                                                                   | Патруль времени           | Победа    |
| AACTA                               | 2015 | Лучшая женская роль второго плана                                                                     | Месть от кутюр            | Номинация |
| AACTA                               | 2015 | Лучшая женская роль в телевизионной драме                                                             | Тайная река               | Номинация |
| AACTA                               | 2016 | Лучшая женская роль в телевизионной драме                                                             | Прекрасная ложь           | Номинация |
| AACTA                               | 2020 | Выбор зрителей — Любимый актёр десятилетия                                                            | —                         | Номинация |
| AACTA                               | 2024 | Лучшая женская роль                                                                                   | Реинкарнация. Новая глава | Номинация |
| AACTA                               | 2025 | Лучшая женская роль                                                                                   | Мемуары улитки            | Победа    |
| Международная премия «AACTA»        | 2022 | Лучшая женская роль в сериале                                                                         | Наследники                | Номинация |
| Международная премия «AACTA»        | 2024 | Лучшая женская роль в сериале                                                                         | Наследники                | Победа    |
| Летняя кинопремия «IGN»             | 2019 | Лучший актёрский состав в телесериале                                                                 | Наследники                | Победа    |
| TVLine                              | 2023 | Актёр года                                                                                            | Наследники                | Победа    |
| Астра                               | 2022 | Лучшая женская роль второго плана в драматическом сериале вещательной сети или кабельного телевидения | Наследники                | Номинация |
| Астра                               | 2023 | Лучшая женская роль второго плана в драматическом сериале вещательной сети или кабельного телевидения | Наследники                | Победа    |
| Дориан                              | 2023 | Лучшая роль в телевизионной драме                                                                     | Наследники                | Победа    |
| Золотое Дерби                       | 2020 | Лучшая женская роль второго плана в драматическом сериале                                             | Наследники                | Номинация |
| Золотое Дерби                       | 2022 | Лучшая женская роль второго плана в драматическом сериале                                             | Наследники                | Номинация |
| Золотое Дерби                       | 2023 | Актёр года                                                                                            | —                         | Номинация |
| Золотое Дерби                       | 2023 | Лучшая женская роль в драматическом составе                                                           | Наследники                | Победа    |
| Ирландец                            | 2023 | Лучшая женская роль в драматическом составе                                                           | Наследники                | Победа    |
| Кинофестиваль «Новый Ренессанс»     | 2017 | Лучшая женская роль                                                                                   | Вороны                    | Победа    |
| Кулер                               | 2022 | Лучшая женская роль второго плана в драматическом сериале                                             | Наследники                | Номинация |
| Кулер                               | 2023 | Лучшая женская роль в драматическом составе                                                           | Наследники                | Победа    |
| Логи                                | 2011 | Премия Грэма Кеннеди за самый выдающийся новый талант                                                 | Сёстры войны              | Номинация |
| Логи                                | 2016 | Самая выдающаяся актриса                                                                              | Прекрасная ложь           | Номинация |
| Международная премия онлайн-кино    | 2020 | Лучшая женская роль второго плана в драматическом сериале                                             | Наследники                | Победа    |
| Международная премия онлайн-кино    | 2022 | Лучшая женская роль второго плана в драматическом сериале                                             | Наследники                | Номинация |
| Международная премия онлайн-кино    | 2023 | Лучший актёрский состав в драматическом сериале                                                       | Наследники                | Номинация |
| Международная премия онлайн-кино    | 2023 | Лучшая женская роль в драматическом сериале                                                           | Наследники                | Победа    |
| Септимий                            | 2023 | Лучшая актриса Океании                                                                                | Наследники                | Номинация |
| Серебряное перо                     | 2021 | Лучший актёрский состав в драматическом сериале                                                       | Наследники                | Победа    |
| Серебряное перо                     | 2021 | Лучшая женская роль второго плана в драматическом сериале                                             | Наследники                | Победа    |
| Спутник                             | 2020 | Лучший актёрский состав в телесериале                                                                 | Наследники                | Победа    |
| Спутник                             | 2022 | Лучший актёрский состав в телесериале                                                                 | Наследники                | Победа    |
| Спутник                             | 2022 | Лучшая женская роль в телевизионном сериале — драма                                                   | Наследники                | Победа    |
| Спутник                             | 2024 | Лучшая женская роль в телевизионном сериале — драма                                                   | Наследники                | Номинация |
| Спутник                             | 2024 | Лучший актёрский состав в телесериале                                                                 | Наследники                | Победа    |
| Сычуаньский телевизионный фестиваль | 2023 | Лучшая женская роль второго плана в телесериале                                                       | Наследники                | Победа    |
| Телевизионный учёный                | 2023 | Лучшая женская роль второго плана в драме                                                             | Наследники                | Победа    |